# 敦裕堂
敦裕堂，位于江苏省苏州市吴中区东山镇人民街。该建筑为明代建筑风格，规模宏大。清道光年间，为东山旅沪商人席芙卿购入翻修。敦裕堂现仍保留门厅、前厅、大厅及轿厅等建筑，总建筑面积约一千平方米。大厅仍为明代原构，面阔五间，进深七檩。梁柱用材粗壮，古朴典雅，木雕、彩绘精美。前厅、大厅前均有砖雕门楼。该堂曾用作吴县花果食品厂的仓库，2004到2005年，东山镇政府出资进行修缮，迁出堂内住户。。1986年3月25日，敦裕堂列为吴县文物保护单位，已转为苏州市文物保护单位。